# دانشسرای مقدماتی
دانشسرای مقدماتی یا دارالمعلمین مقدماتی نام یک مرکز تربیت معلم بود که به آموزش و تربیت معلم برای دورهٔ ابتدایی می‌پرداخت. فارغ‌التحصیلان دوره‌های دانشسرای مقدماتی، دیپلم می‌گرفتند. شرط اصلی ورود به دانشسرای مقدماتی، تحصیلات سه‌سالهٔ اول متوسطه و مدتِ دورهٔ تحصیلات آن‌ها دو سال بود.

## تاریخچه
دانشسرای مقدماتی بخشی از دارالمعلمین مرکزی (تأسیس ۱۲۹۸ هجری خورشیدی) بود که در مهرماه ۱۳۰۷ هجری خورشیدی به دارالمعلمین عالی و مقدماتی تقسیم شد.